# Raster-Noton

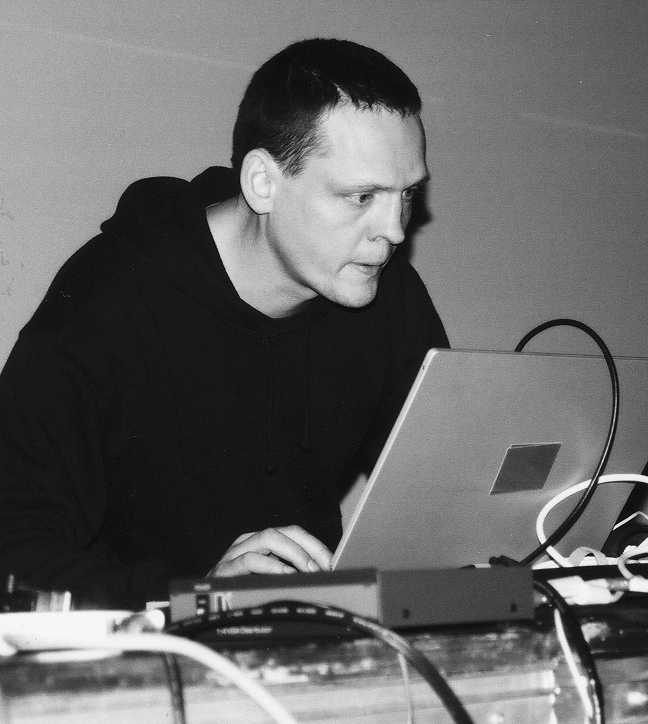
Carsten Nicolai como Alva noto actuando en Mutek 2004.

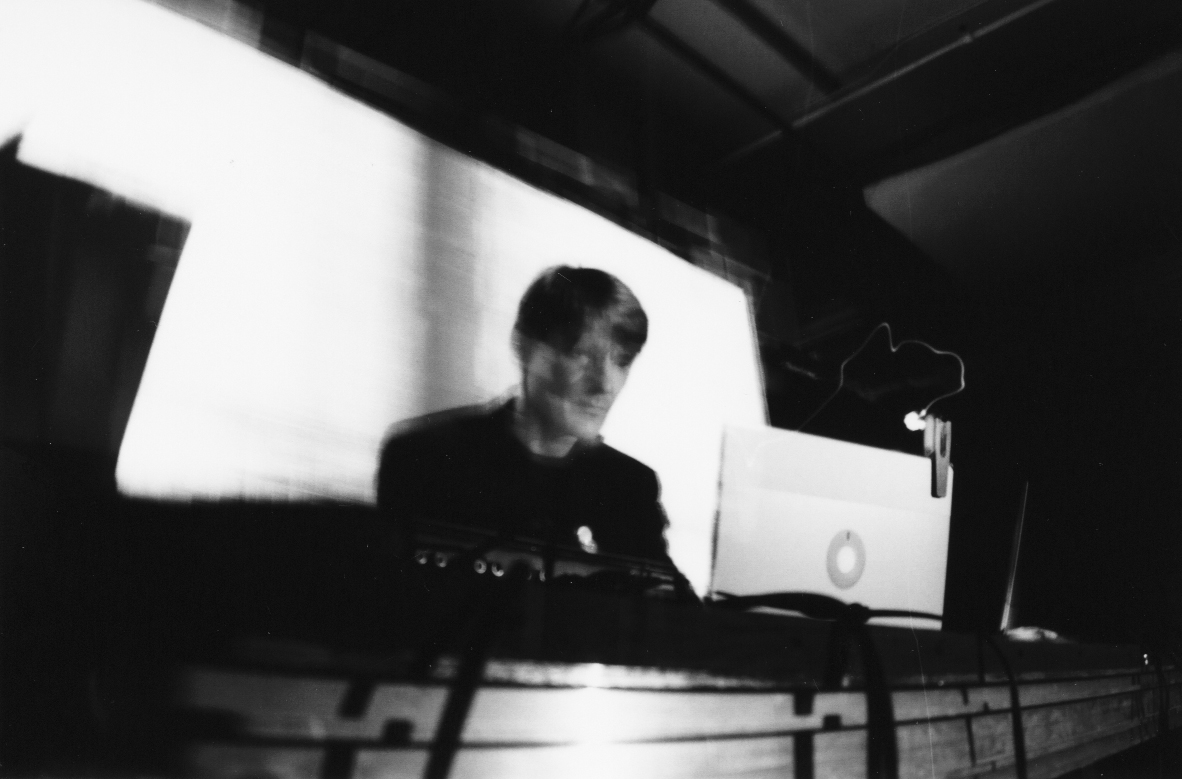
Olaf Bender como Byetone actuando en Mutek 2004.

Raster-Noton fue un sello de música electrónica experimental/minimalista alemán, fundado en 1996 por Olaf Bender, Carsten Nicolai y Frank Bretschneider. Fundamentado en Chemnitz, Alemania, Raster-Noton surgió en 1999 como resultado de la unión del sello Rastermusik y Noton.Archiv für Ton und Nichtton, este último fundado por Carsten Nicolai como una plataforma para los proyectos conceptuales y experimentales en la música, arte y ciencia.
El interés principal de Raster-Noton era proporcionar música minimalista repetitiva siguiendo la tendencia del pop, centrándose en una filosofía específica a la hora de componer el sonido. Cabe destacar su estilo característico (nada convencional) a la hora de diseñar los embalajes, como por ejemplo las míticas «Static Series», presentadas dentro de bolsas de comida para astronautas reutilizadas.
Raster-Noton posee un subsello llamado Kangaroo, que está reservado únicamente para las publicaciones de Ilpo Väisänen, miembro de Pan sonic.

## Artistas
- Alva Noto
- Blixa Bargeld
- Anne-James Chaton
- AOKI Takamasa
- Atom™
- Blir
- Byetone
- Carl Michael von Hausswolff
- Ivan Pavlov (CoH)
- Cosey Fanni Tutti
- Cyclo
- Elph
- Emptyset
- Frank Bretschneider (Komet)
- Frans de Waard, Roel Meelkop and Peter Duimelinks (Goem)
- Grischa Lichtenberger
- Herve Boghossian
- Ilpo Väisänen
- Kangding Ray
- Kim Cascone
- Komet
- Kyborg
- Kyoka
- Marc Behrens
- Mark Fell
- Mika Vainio
- Mitchell Akiyama
- Modul
- Mokira
- NHK
- Nibo
- Noto
- Opiate
- Mika Vainio (Ø)
- Ø
- Pixel
- Franz Pomassl
- Produkt
- Richard Chartier
- Robert Lippok
- Ryoji Ikeda
- Ryuichi Sakamoto
- Robin Rimbaud (Scanner)
- Jens Massel (Senking)
- Signal
- SND
- Taylor Deupree
- Vladislav Delay
- William Basinski
- Wolfgang Voigt

## 20' to 2000
20' to 2000 es una serie mensual de doce CD presentados en el curso de 1999, en las que cada mes, el artista presenta una contribución, un proyecto de 20 minutos expresando "probablemente el manifesto del milenio". 
Estas series recibieron el premio «Golden Nica» de las Ars Electrónica en 2000.